# Antiochijský maronitský patriarchát
Antiochijský maronitský patriarchát je patriarchát Maronitské katolické církve. Patriarcha je hlavou této církve, náleží mu titul Jeho Blaženost Maronitský patriarcha Antiochie a veškerého východu a je z titulu své funkce členem Rady východních katolických patriarchů. Sídlem patriarchy je Bkerke a letní rezidence v Dimane, jeho vlastní eparchií je eparchie Džuba, Sarba a Džuníja. Tato eparchie vznikla sjednocením tří predchozích diecézních struktur, a proto je každá z nich spravována patriarcháním vikářem pro dané území. NA patriarchovi jsou bezprostředně závislé dva patriarchální exarcháty, pro Jeruzalém a Palestinu a pro Jordánsko.
Každý patriarcha přijímá z úcty ke knížeti apoštolů jméno Petr (Butrús) a obvykle je kreován kardinálem v řádu kardinálů-biskupů. Patriarchové také hrají velkou roli ve vedení libanonské společnosti, kde zastávají výsadní postavení.